# Korg EA-1

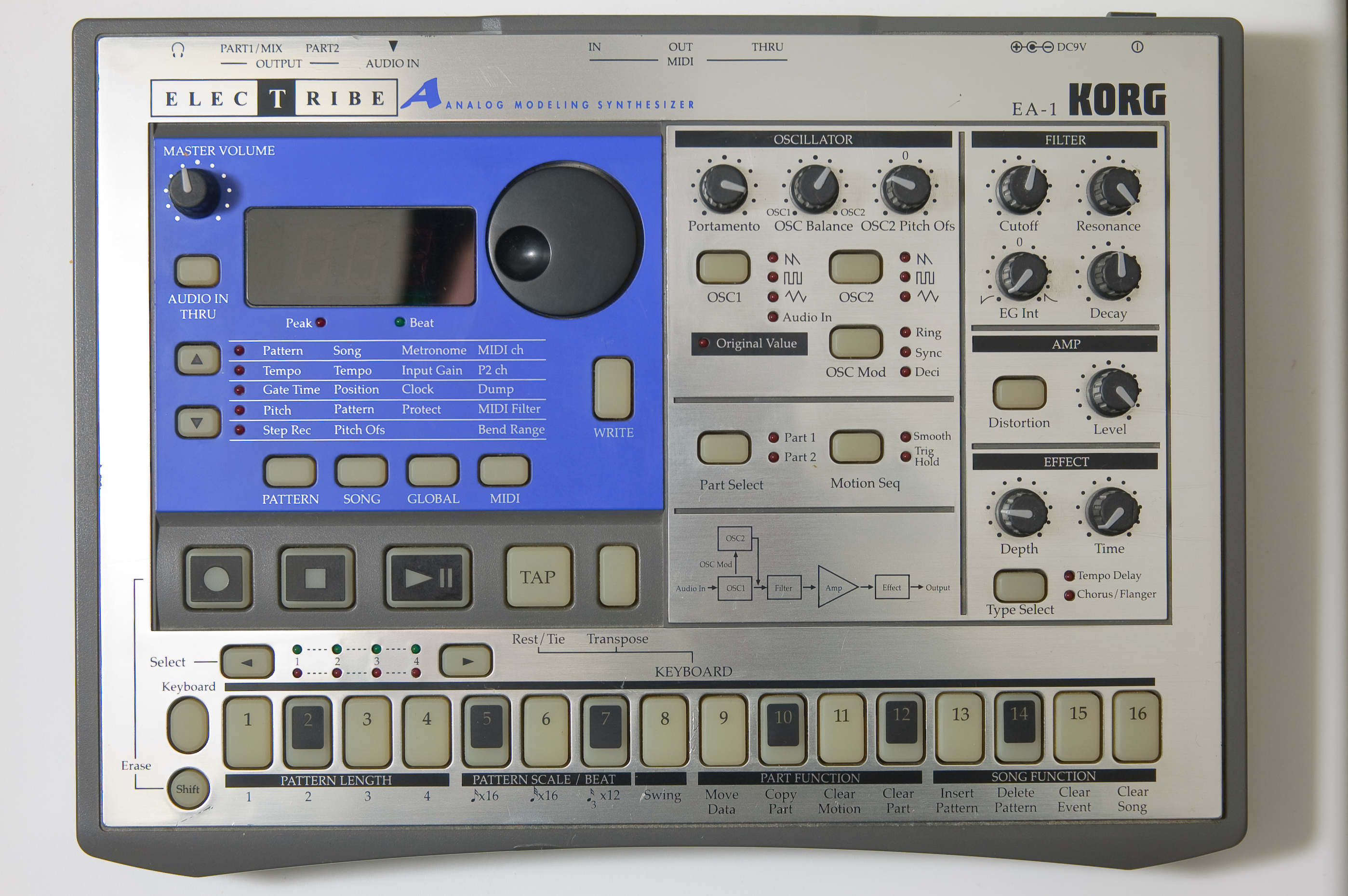
Korg Electribe A (EA-1)

Der Korg Electribe A (EA-1) ist ein virtuell-analoger Synthesizer von Korg in der Electribe-Serie und wurde das erste Mal im Jahr 1999 produziert.

## Funktionen
Der EA-1 bietet viele Funktionen, wie beispielsweise die Fähigkeit analog ähnliche Klänge zu generieren mit seinen Wellenformen, Filtern und Effekt-Reglern.
Es ist möglich, zweiteilige Sequenzen zu erschaffen, indem die zwei virtuell-analogen Klanggeneratoren benutzt. Externe Audioquellen können auch eingespeist, mit seinem Resonanzfilter oder Effektreglern verarbeitet und anschließend zu einer Sequenz synchronisiert werden. Der Oszillator kann durch Ringmodulation, Sync oder einem Decimator moduliert werden.
Der EA-1 kann mit Tap Tempo oder MIDI Clock zu anderen MIDI-Geräten synchronisiert werden.
Der Tempo Delay, Chorus/Flanger und die distortion Effekte können ebenfalls zur Manipulation des Klangs verwendet werden. Der EA-1 kann von einem externen Sequenzer kontrolliert werden.

## Spezifikationen
- Typ: Synth/Modul
- Synthese Art: virtuell-analog
- Polyphonie:
  - Max: 2
  - Für gewöhnlich im Gebrauch: 2
- Multi-Timbral (Anzahl an Teilen): 2
- Oszillatoren pro Stimme:
  - Min : 1
  - Max : 2
- Controller : 11 Drehregler, 1 Datenrad, 21 Knöpfe, 3 Transport Knöpfe, 16 Keyboard Knöpfe
- Effekte:
  - Anzahl an FX Einheiten : 2
  - Anzahl an verschiedenen Effekten : 2
- Keyboard :
  - Anzahl an Tasten: 16
  - Kann auf simultanen MIDI Kanälen senden
  - Reagiert auf: Note an/aus, MIDI control Änderung
  - Sounds können aufgespalten werden durch : Können nicht aufgespalten werden
- Inputs und outputs :
  - Anzahl an audio outs (excluding phones) : 2
  - Anzahl an audio ins : 1
  - Anzahl an MIDI Outs (thru ausgeschlossen) : 1
  - Anzahl an MIDI Ins : 1